# Laurence Tubiana

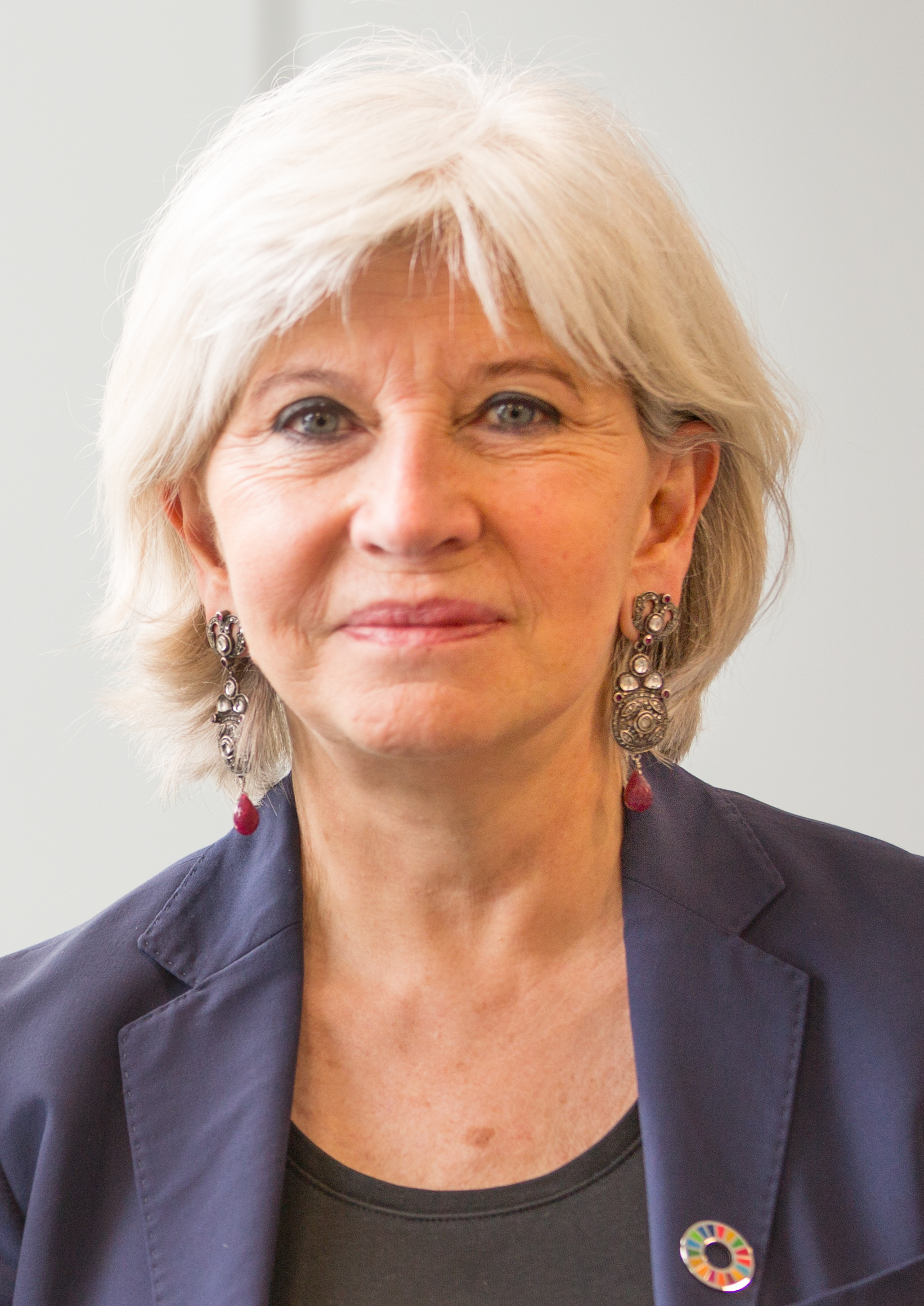
Laurence Tubiana (2016)

Laurence Tubiana (* 1951 in Oran, damals zu Frankreich, heute Algerien) ist eine französische Ökonomin, Professorin und Diplomatin. Sie war französische Verhandlungsführerin bei der UN-Klimakonferenz in Paris 2015 und gilt als „Architektin des Pariser Klimaabkommens“. Sie leitet die European Climate Foundation.

## Leben
Laurence Tubiana wurde 1951 im damals zu Frankreich gehörenden Oran geboren. Sie kam mit elf Jahren nach Paris, studierte an der Elitehochschule Sciences Po und promovierte in Wirtschaftswissenschaften.
Von 1997 bis 2002 war sie Sonderberaterin des französischen Premierministers Lionel Jospin (PS) für Umweltfragen. Seit 2003 ist sie Inhaberin der Professur für Nachhaltige Entwicklung am Sciences Po in Paris und lehrte auch an der Columbia University in New York. Seit 2014 ist sie Sonderbotschafterin des französischen Außenministeriums.

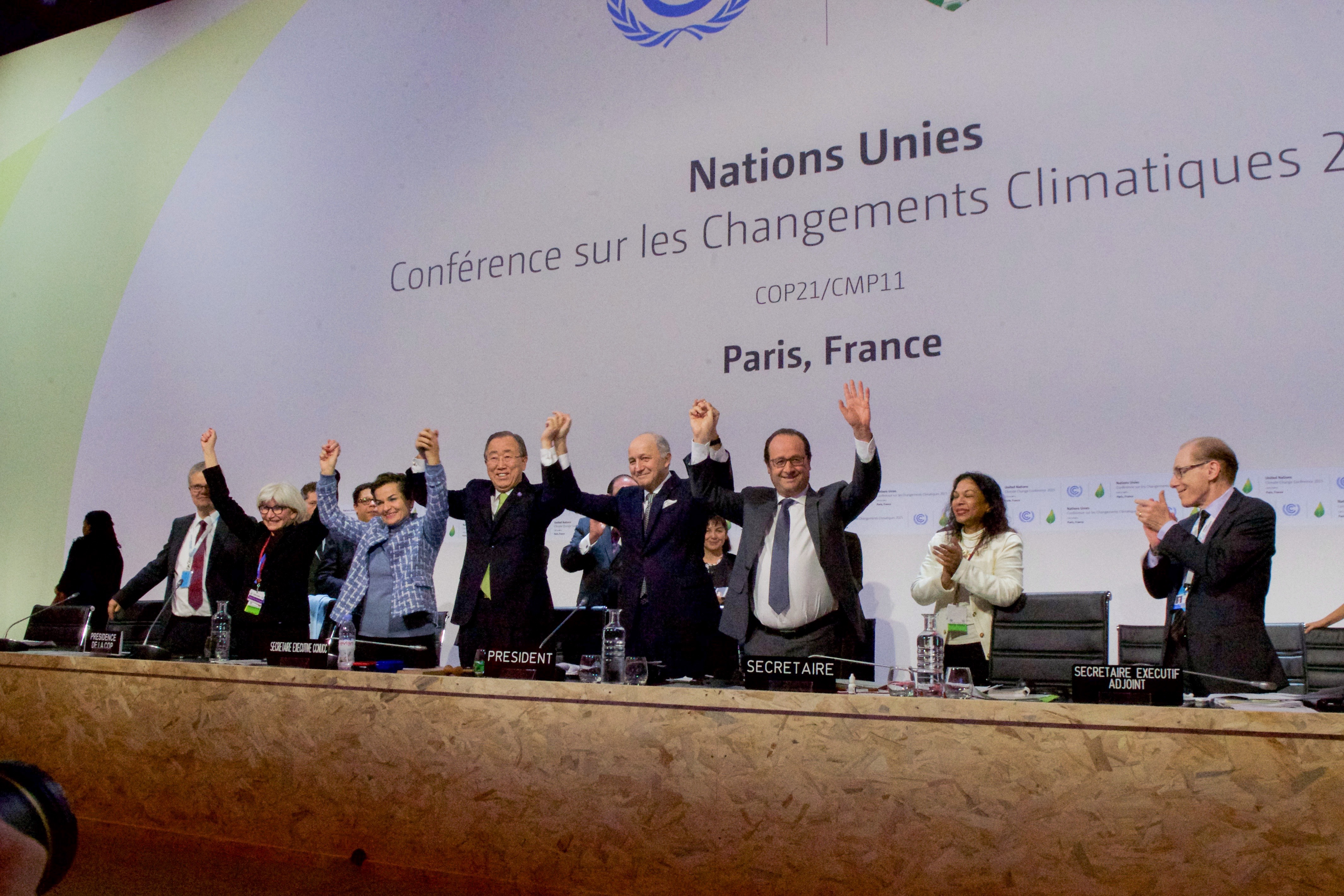
Tubiane (links) auf dem Präsidium der UN-Klimakonferenz in Paris 2015 nach der Einigung auf den Weltklimavertrag

Bei der UN-Klimakonferenz in Paris 2015 war sie als französische Verhandlungsführerin maßgeblich an der Ausarbeitung des Weltklimavertrags beteiligt, in dem sich erstmals alle 197 Staaten verbindlich zu einer Begrenzung der globalen Erwärmung auf unter 2 °C verpflichteten. Diese als „historisch“ bezeichnete Verhandlungsleistung, für die sie bereits im Vorfeld der Klimakonferenz 18 Monate lang nahezu rund um die Uhr und in 45 Reisen Minister und Unternehmen auf der ganzen Welt traf, hat ihr den Namen „Architektin des Pariser Klimaabkommens“ eingebracht. Entscheidend für den Durchbruch erwies sich dabei auch Tubianas Idee, die Staatsoberhäupter bereits zur Eröffnung der Konferenz einzuladen und so die Probleme zu vermeiden, mit denen die Klimakonferenz in Kopenhagen noch konfrontiert war.
Tubiana hat Nichtregierungsorganisationen am Sitz der Weltbank vertreten. Sie gründete das Institute for Sustainable Development and International Relations (IDDRI) in Paris. Außerdem ist sie Mitglied von Sachverständigenräten der indischen Regierung und der Regierung der Volksrepublik China für nachhaltige Entwicklung. Sie ist zudem Mitglied des Hohen Rates für das Klima in Frankreich.
Der französische Präsident Emmanuel Macron wollte seit Beginn seiner Amtszeit 2017 die sehr angesehene Tubiana mehrmals zur Ministerin oder gar Premierministerin machen. Im Juli 2024 wurde schließlich bekannt, dass drei der vier Parteien des Linksbündnisses im französischen Parlament in Folge der Ergebnisse der vorgezogenen Parlamentswahl, die eine blockübergreifende Regierung erforderlich macht, Tubiana als neue französische Premierministerin vorschlagen wollen.

## Publikationen (Auswahl)
- Herausgeberin (mit Pierre Jacquet, Rajendra K. Pachauri): Cities: steering towards sustainability. Teri Press, New Delhi 2010, ISBN 978-8179931318.
- Herausgeberin (mit Pierre Jacquet, Hubert Kieken): L’Europe et le développement durable. CulturesFrance, Paris 2008, ISBN 978-2-35476-040-3.